# Edsele församling
Edsele församling var en församling inom Svenska kyrkan i Härnösands stift i södra Ångermanland, Sollefteå kommun, Västernorrlands län. Församlingen uppgick 2007 i Ramsele-Edsele församling.
Församlingskyrka var Edsele kyrka.

## Administrativ historik
Församlingen bildades på 1400-talet genom en utbrytning ur Ramsele församling. Församlingen var till 1836 annexförsamling i pastoratet Ramsele, Helgum, Fjällsjö och Edsele som från 1772 även omfattade Tåsjö församling och från 1799 Bodums församling. Från 1836 till 1838 annexförsamling i pastoratet Ramsele, Fjällsjö, Edsele, Tåsjö och Bodum och från 1838 till 1 december 1912 annexförsamling i pastoratet Ramsele och Edsele. Från 1 december 1912 till 1985 eget pastorat för att därefter till 2007 åter vara annexförsamling i pastoratet Ramsele och Edsele. Församlingen uppgick 2007 i Ramsele-Edsele församling.
Församlingskod var 228314. 